# Liste des gouverneurs de Cuba
La liste des gouverneurs de Cuba commence en 1511, depuis l’occupation permanente de l'île par l'empire colonial espagnol. Diego Velázquez de Cuéllar et ses hommes (parmi lesquels Hernán Cortés) se lancent dans la conquête du territoire. 

## Colonie espagnole
| Période                           | Nom                                           | Notes |
| --------------------------------- | --------------------------------------------- | --- |
| 1511 - 1524                       | Diego Velázquez de Cuéllar                    | Adelantado de Cuba |
| 1535 - 1538                       | Gonzalo de Guzmán                             | |
| 1538 - 1542                       | Hernando de Soto                              | Inés de Bobadilla dès le 18 mai 1539 jusqu'en 1543 (épouse de H. de Soto) |
| 1544 - 1546                       | Juan de Ávila                                 | |
| 1546 - 1548                       | Antonio de Cháves                             | |
| 1549 - 1555                       | Gonzalo Pérez de Angulo                       | |
| 1556 - 1565                       | Diego de Mazariegos                           | |
| 1565 - 1567                       | Francisco García Osorio                       | |
| 1567 - 1574                       | Pedro Menéndez de Avilés                      | |
| 1575 - 1577                       | Gabriel Montalvo                              | |
| 1577 - 1579                       | Francisco Carreño                             | |
| 1579 - 1584                       | Gaspar de Torres                              | |
| 1584 - 1589                       | Gabriel de Luján                              | |
| 1589 - 1593                       | Juan de Tejeda                                | |
| 1593 - 1602                       | Juan Maldonaldo Barnuevo                      | |
| 1602 - 1608                       | Pedro Vadés                                   | |
| 1608 - 1616                       | Gaspar Ruíz de Pereda                         | |
| 1616 - 1619                       | Sancho de Alquiza                             | |
| 1620 - 1624                       | Francisco de Venegas                          | |
| 1624 - 1626                       | Damián Velásquez de Contreras                 | |
| 1626 - 1630                       | Lorenzo de Cabrera y Corbera                  | |
| 1630 - 1634                       | Juan Bitrián de Viamonte y Navarra            | |
| 1634 - 1639                       | Francisco Riaño y Gamboa                      | |
| 1639 - 1647                       | Álvaro de Luna y Sarmiento                    | |
| 1647 - 1653                       | Diego de Villalba y Toledo                    | |
| 1653 - 1654                       | Francisco Xelder                              | |
| 1654 - 1656                       | Juan de Montanos Blázquez                     | |
| 1656 - 1658                       | Diego Rangel                                  | |
| 1658 - 1663                       | Juan de Salamanca                             | |
| 1663 - 1664                       | Rodrigo de Flores y Aldana                    | |
| 1664 - 1670                       | Francisco Oregón y Gascón                     | |
| 1670 - 1680                       | Francisco Rodríguez de Ledesma                | |
| 1680 - 1685                       | José Fernandez Córdoba Ponce de León,         | |
| 1685 - 1687                       | Manuel de Murguia y Mena,                     | |
| 1687 - 1689                       | Diego Antonio de Viana y Hinojosa,            | |
| 1689 - 1697                       | Severino Manzaneda Salinas y Rozas,           | |
| 1697 - 1702                       | Diego Córdoba y Lasso de la Vega,             | |
| 1702 - 1702                       | Pedro Nicolás Benítez de Lugo                 | 1702 - 4 décembre 1702 |
| 1702 - 1706                       | Luis Chacón                                   | Gouverneur provisoire (1re fois) |
| 1702 - 1706                       | Nicolás Chirino Wandeball,                    | 5 juin 1700 - 1705 : lieutenant gouverneur pour le gouverneur et capitaine général de La Havane ; entre 1701 et 1708 il est plusieurs fois gouverneur intérimaire (dont de 1702 à 1706, conjointement avec Luis Chacón). |
| 1703 - janvier 1706               | Pedro Álvarez de Villarín,                    | Capitaine général 18 juin 1703 - 8 juillet 1706 |
| 1706 - 1708                       | Luis Chacón,                                  | Gouverneur provisoire (2e fois) |
| 18 janvier 1708 - 18 février 1711 | Laureano de Torres y Ayala                    | |
| 1711 - 1713                       | Luis Chacón                                   | Gouverneur provisoire (3e fois, cesse le 14 février 1713) |
| 26 mai 1711 - 1718                | Vicente de Raja (es)                          | |
| 1718                              | Gómez de Maraver Ponce de León,               | |
| 23 juin 1718 - 1724               | Gregorio Guazo Calderón Fernández de la Vega, | |
| 29 septembre 1724 - 1734          | Dionisio Martínez de la Vega (es)             | |
| 1734 - 1746                       | Juan Francisco de Güemes y Horcasitas         | |
| 1746                              | Juan Antonio Tineo y Fuertes,                 | |
| 1746 - 1747                       | Diego Peñalosa                                | |
| 1747 - 1760                       | Francisco Cajigal de la Vega                  | |
| 1760 - 1761                       | Pedro Alonso                                  | |
| 1761 - 1762                       | Juan de Prado Mayera Portocarrero y Luna      | |

## Colonie britannique
En 1762, les Britanniques occupent La Havane pendant neuf mois, l'ouvrent au commerce international, et y importent près de 10 000 esclaves, puis rendent Cuba aux Espagnols contre la Floride, à l'issue du traité de Paris, signé en 1763. 
| Période                         | Nom            | Notes |
| ------------------------------- | -------------- | ----- |
| 12 août 1762 - 1er janvier 1763 | George Keppel  |       |
| 1er janvier 1763 - juillet 1763 | William Keppel |       |

## Province espagnole
| Période                        | Nom                                             | Notes                 |
| ------------------------------ | ----------------------------------------------- | --------------------- |
| 1763 - 1765                    | Ambrosio de Funes Villalpando (en)              |                       |
| 1765 - 1766                    | Diego Antonio Manrique                          |                       |
| 1766 - 1771                    | Antonio María de Bucareli y Ursúa               |                       |
| 1771 - 1777                    | Felipe de Fonsdeviela y Ondeano (es)            |                       |
| 1777 - 1780                    | Diego José Navarro García de Valladares         |                       |
| 1781 - 1782                    | Juan Manuel de Cagigal y Martínez (es)          | 1re fois              |
| 1782 - 1785                    | Luis de Unzaga y Amézaga                        |                       |
| 5 avril 1785 - novembre 1785   | Bernardo Troncoso Martínez del Rincón           |                       |
| 1er décembre 1785 - 1789       | José Manuel de Ezpeleta                         |                       |
| 18 avril 1789 - 1790           | Domingo Cabello y Robles (en)                   |                       |
| 1790 - 1796                    | Luis de las Casas y Arragorri                   |                       |
| 1796 - 1799                    | Juan Procopio Bassecourt y Bryas (es)           |                       |
| 1799 - 1812                    | Salvador de Muro y Salazar                      |                       |
| 1812 - 1816                    | Juan Ruiz de Apodaca                            |                       |
| 1816 - 1819                    | José Cienfuegos                                 |                       |
| 1819 - 1819                    | Juan María Echeverri (es)                       |                       |
| 1819 - 1821                    | Juan Manuel de Cagigal y Martínez (es)          | 2e fois               |
| 1821 - 1822                    | Nicolás de Mahy y Romo                          |                       |
| 1822 - 1823                    | Sebastián Kindelán y Oregón                     | Gouverneur provisoire |
| 1823 - 1832                    | Francisco Dionisio Vives (en)                   |                       |
| 1832 - 1834                    | Mariano Ricafort Palacín y Abarca (en)          |                       |
| 1834 - 1838                    | Miguel Tacón y Rosique (es)                     |                       |
| 1838 - janvier 1840            | Joaquín de Ezpeleta y Enrile                    |                       |
| janvier 1840 - 1841            | Pedro de Alcántara Téllez-Girón y Pimentel (es) |                       |
| 1841 - septembre 1843          | Gerónimo Valdés (es)                            |                       |
| septembre 1843 - octobre 1843  | Francisco Javier de Ulloa (es)                  | Gouverneur provisoire |
| octobre 1843 - 1848            | Leopoldo O'Donnell                              |                       |
| 1848 - 1850                    | Federico Roncali                                |                       |
| 1850 - 1852                    | José Gutiérrez de la Concha                     | 1re fois              |
| 1852 - 1853                    | Valentín Cañedo Miranda                         |                       |
| décembre 1853 - 1854           | Juan de la Pezuela                              |                       |
| 1854 - 1859                    | José Gutiérrez de la Concha                     | 2e fois               |
| 1859 - 1862                    | Francisco Serrano, 1er duc de la Torre          |                       |
| 1862 - mai 1866                | Domingo Dulce                                   | 1re fois              |
| mai 1866 - novembre 1866       | Francisco de Lersundi y Ormaechea               | 1re fois              |
| novembre 1866 - septembre 1867 | Joaquín del Manzano                             |                       |
| septembre 1867 - décembre 1867 | Blas Villate (en)                               | 1re fois              |
| décembre 1867 - janvier 1869   | Francisco de Lersundi y Ormaechea               | 2e fois               |
| janvier 1869 - 2 juin 1869     | Domingo Dulce                                   | 2e fois               |

## République de Cuba
Le 10 octobre 1868, Carlos Manuel de Cespedes (1819-1874), riche propriétaire terrien, libère ses esclaves et fonde une armée, déclenchant la guerre des Dix Ans. Malgré le soutien des États-Unis - plusieurs bateaux américains débarquent à Cuba avec des armes et des volontaires, dont de nombreux vétérans de la guerre de Sécession – les Espagnols remportent une victoire sanglante face aux insurgés.  
Toutefois, il s’agit tout de même d’une demi-victoire pour le peuple cubain, car il obtient par le pacte de Zanjón (10 février 1878) une certaine autonomie, l’abolition de l’esclavage en 1880 — mise en pratique uniquement en 1886 — et l’égalité des droits entre les Blancs et les Noirs, proclamée en 1893. Le pacte a aussi des répercussions politiques, puisqu’il engendre l’apparition des premiers partis politiques.
| Période                             | Nom                                         | Notes                         |
| ----------------------------------- | ------------------------------------------- | ----------------------------- |
| 10 octobre 1868 - 28 juin 1869      | Felipe Ginovés del Espinar,                 | Gouverneur provisoire         |
| 28 juin 1869 - 1870                 | Antonio Caballero y Fernández de Rodas (en) |                               |
| 1870 - 1872                         | Blas Villate (en)                           | 2e fois                       |
| 1872 - avril 1873                   | Francisco de Ceballos y Vargas (en)         |                               |
| avril 1873 - novembre 1873          | Cándido Pieltain Jove-Huergo                |                               |
| novembre 1873 - 1874                | Joaquín Jovellar y Soler                    | 1re fois                      |
| 1874 - mai 1875                     | José Gutiérrez de la Concha                 | 3e fois                       |
| mai 1875 - juin 1875                | Buenaventura Carbó de Aloy                  | Gouverneur provisoire         |
| juin 1875 - janvier 1876            | Blas Villate (en)                           | 3º Période                    |
| janvier 1876 - octobre 1876         | Joaquín Jovellar y Soler                    | 2e fois                       |
| octobre 1876 - février 1879         | Arsenio Martínez Campos                     | 1re fois                      |
| février 1879 - avril 1879           | Cayetano Figueroa y Garahondo               | Gouverneur provisoire         |
| avril 1879 - 1881                   | Ramón Blanco y Erenas                       | 1re fois                      |
| 1881 - août 1883                    | Luis Prendergast y Gordon                   |                               |
| août 1883 - septembre 1883          | Tomás y Regna                               | Gouverneur provisoire         |
| septembre 1883 - 1884               | Ignacio María del Castillo (es)             |                               |
| 1884 - 1886                         | Ramón Fajardo e Izquierdo (es)              |                               |
| 1886 - 1887                         | Emilio Calleja Isasi (es)                   | 1re fois                      |
| 1887 - 1889                         | Sabas Marín y González (es)                 | 1re fois                      |
| 13 mars 1889 - 6 février 1890       | Manuel de Salamanca Negrete                 |                               |
| février 1890 - avril 1890           | José Sánchez Gómez,                         | Gouverneur provisoire         |
| avril 1890 - août 1890              | José Chinchilla (es)                        |                               |
| août 1890 - 1892                    | Camilo García de Polavieja y del Castillo   |                               |
| 1892 - juillet 1893                 | Alejandro Rodríguez Arias y Rodulfo (es)    |                               |
| juillet 1893 - septembre 1893       | José Arderius                               | Gouverneur provisoire         |
| septembre 1893 - 1895               | Emilio Calleja Isasi (es)                   | 2e fois                       |
| 1895 a janvier 1896                 | Arsenio Martínez Campos                     | 2e fois                       |
| janvier 1896                        | Sabas Marín y González (es)                 | Gouverneur provisoire-2e fois |
| 17 janvier 1896 - octobre 1897      | Valeriano Weyler                            |                               |
| octobre 1897 - 1898                 | Ramón Blanco y Erenas                       | 2e fois                       |
| 26 novembre 1898 - 1er janvier 1899 | Adolfo Jiménez Castellanos (en)             |                               |

## Gouvernorat militaire des États-Unis

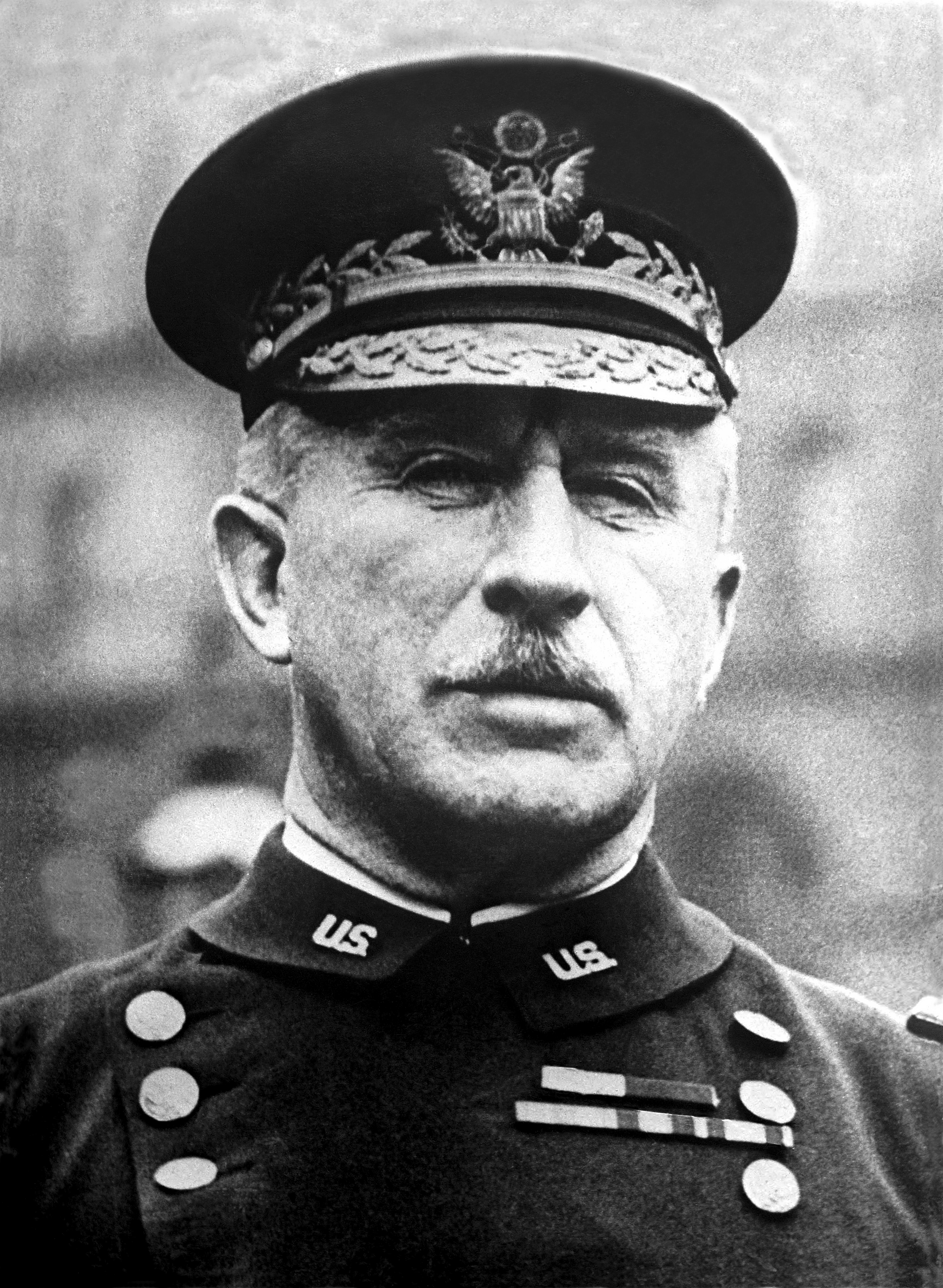
Leonard Wood, 1919

La fin de la guerre d’indépendance face à l’Espagne semble imminente au début de l’an 1898. Le président Américain de l’époque, William McKinley (1897-1901), décide alors d'envoyer à La Havane un navire de guerre, le Maine, afin d’y protéger les intérêts de Washington. Dans la nuit du 15 février 1898, Le Maine explose dans le port de La Havane, et 250 marins meurent sur le coup. Bien que la véritable cause soit toujours inconnue, le gouvernement américain prend prétexte de l'incident et accuse l'Espagne de l'avoir torpillé.
Une intervention militaire en faveur des insurgés, est lancée le 11 avril 1898 par le président William McKinley, contre le gouvernement espagnol. La reddition de l'armée espagnole est rapide. Le traité de Paris (1898) du 10 décembre, met fin au conflit, et marque la fin de l'occupation espagnole. Un gouvernement militaire d'occupation est alors mis en place par les États-Unis jusqu'en 1902.
| Période                             | Nom                | Notes                |
| ----------------------------------- | ------------------ | -------------------- |
| 1er janvier 1899 - 23 décembre 1899 | John Ruller Brooke | Gouverneur militaire |
| 23 décembre 1899 - 20 mai 1902      | Leonard Wood       | Gouverneur militaire |

## République de Cuba
- du 20 mai 1902 à ce jour.